# Wysoczyzna Białostocka
Wysoczyzna Białostocka (843.33) – mezoregion fizycznogeograficzny, wschodnia część Niziny Podlaskiej, między Kotliną Biebrzańską, Doliną Górnej Narwi i Wzgórzami Sokólskimi; przecięta szerokimi dolinami Supraśli i Brzozówki.
Zajmuje powierzchnię około 3560 km². Krajobraz wysoczyzny jest zróżnicowany, występują wysokie wzgórza moren i kemów, przekraczające 200 m n.p.m. (Góra Św. Jana, 214 m n.p.m.). 
Doliny Supraśli i Brzozówki rozczłonkowują Wysoczyznę Białostocką na mniejsze jednostki regionalne: Wysoczyznę Białostocką w węższym rozumieniu pomiędzy Narwią, jej dopływem Supraślą i graniczną Swisłoczą, płaską Nieckę Knyszyńską po obu stronach Nereśli (dopływ Narwi), dalej ku północy falistą Wysoczyznę Goniądzką i oddzieloną od niej doliną Brzozówki Wysoczyznę Suchowolsko-Janowską. W Niecce Knyszyńskiej znajduje się płytkie jezioro Zygmunta Augusta, utworzone sztucznie w XVII w. przez spiętrzenie rzeczki Nereśli. 
Na rozległych piaszczystych powierzchniach kemowo-sandrowych występują duże obszary leśne – puszcze: Błudowska, Buksztelska i Knyszyńska. Z tej ostatniej utworzono Park Krajobrazowy Puszczy Knyszyńskiej, rozciągający się na północ i wschód od Białegostoku po obu stronach Supraśli.